# Micreremites
Micreremites is een geslacht van vlinders van de familie spinneruilen (Erebidae), uit de onderfamilie Calpinae.

## Soorten
- M. bhutanica Strand, 1922
- M. costipunctata Hampson, 1907
- M. fatua Warren, 1891
- M. humiliata Walker, 1861
- M. postmedia Hampson, 1898
- M. rasalis Warren, 1891
- M. tausigna Hampson, 1898
- M. umbrosa Hampson, 1898